# Пољска на Светском првенству у атлетици на отвореном 2019.
Пољска је учествовала на 17. Светском првенству у атлетици на отвореном 2019. одржаном у Дохи од 27. септембра до 6. октобра седамнаести пут, односно учествовала је на свим првенствима до данас. Репрезентацију Пољске представљала су  42 такмичара (24 мушкарца и 18 жене) у 29 дисциплина (14 мушких, 14 женских и 1 мешовита).,
На овом првенству Пољска је по броју освојених медаља заузела 11. место са 6 освојене медаља (1 златна, 2 сребрне и 3 бронзане). У табели успешности према броју и пласману такмичара који су учествовали у финалним такмичењима (првих 8 такмичара) Пољска је са 12 учесника у финалу заузела 8. место са 56 бодова.
| Плас. | Земља  | 1. место | 2. место | 3. место | 4. место | 5. место | 6. место | 7. место | 8. место | Бр. финал. | Бод. |
| ----- | ------ | -------- | -------- | -------- | -------- | -------- | -------- | -------- | -------- | ---------- | ---- |
| 6.    | Пољска | 1        | 2        | 3        | 0        | 2        | 1        | 2        | 1        | 12         | 56   |

## Учесници
| Мушкарци: - Адам Кшчот — 800 м - Марћин Левандовски — 1.500 м - Дамјан Чикјер — 110 м препоне - Патрик Добек — 400 м препоне - Кристијан Залевски — 3.000 м препреке - Виктор Сувара — 4х400 м (м+ж) - Рафал Омелко — 4х400 м (м+ж) - Давид Томала — Ходање 20 км - Рафал Аугустин — Ходање 50 км - Артур Бжозовски — Ходање 50 км - Рафал Сикора — Ходање 50 км - Пјотр Лисек — Скок мотком - Павел Војћеховски — Скок мотком - Роберт Собера — Скок мотком - Конрад Буковицки — Бацање кугле - Јакуб Шишковски — Бацање кугле - Михал Харатик — Бацање кугле - Пјотр Малаховски — Бацање диска - Бартломеј Стол — Бацање диска - Роберт Урбанек — Бацање диска - Павел Фајдек — Бацање кладива - Војћех Новицки — Бацање кладива - Марћин Круковски — Бацање копља - Павел Вјесјолек — Десетобој | Жене: - Ева Свобода — 100 м - Ига Баумгарт-Витан — 400 м, 4х400 м, 4х400 м (м+ж) - Јустина Свјенти-Ерсетик — 400 м, 4х400 м, 4х400 м (м+ж) - Ана Кјелбасињска — 400 м, 4х400 м, 4х400 м (м+ж) - Ана Сабат — 800 м - Каролина Колечек — 100 м препоне - Јоана Линкиевич — 400 м препоне, 4х400 м - Алисја Коњечек — 3.000 м препреке - Малгожата Холуб-Ковалик — 4х400 м, 4х400 м (м+ж) - Патриција Вићшкиевич — 4х400 м - Катажина Зђиебло — Ходање 20 км - Камила Лићвинко — Скок увис - Паулина Губа — Бацање кугле - Клаудија Кардаш — Бацање кугле - Дарија Забавска — Бацање диска - Јоана Федоров — Бацање кладива - Малвина Копрон — Бацање кладива - Марија Андрејчик — Бацање копља |  |

## Освајачи медаља (6)

### Злато (1)
- Павел Фајдек — Бацање кладива

### Сребро (2)
- Ига Баумгарт-Витан, Патрицја Вићшкјевич 
 Малгожата Холуб-Ковалик, Јустина Свјенти-Ерсетик — 4х400 м
- Јоана Федоров — Бацање кладива

### Бронза (3)
- Марћин Левандовски — 1.500 м
- Пјотр Лисек — Скок мотком
- Војћех Новицки — Бацање кладива

## Резултати

### Мушкарци
| Атлетичар          | Дисциплина       | Лични рекорд | Предтакмичење  | Предтакмичење  | Квалификације         | Квалификације        | Полуфинале            | Полуфинале           | Финале               | Финале       | Детаљи |
| Атлетичар          | Дисциплина       | Лични рекорд | Резултат       | Место          | Резултат              | Место                | Резултат              | Место                | Резултат             | Место        | Детаљи |
| ------------------ | ---------------- | ------------ | -------------- | -------------- | --------------------- | -------------------- | --------------------- | -------------------- | -------------------- | ------------ | ------ |
| Адам Кшчот         | 800 м            | 1:43,30      |                |                | 1:46,20 кв            | 5. у гр. 4           | 1:45,22               | 6. у гр. 1           | Није се квалификовао | 9 / 44 (46)  |        |
| Марћин Левандовски | 1.500 м          | 3:31,95 НР   | 3:37,75 КВ     | 5. у гр. 1     | 3:36,50 КВ            | 1. у гр. 2           | 3:31,46 НР, ЛР        |                      |                      |              |        |
| Дамјан Чикјер      | 110 м препоне    | 13,28        | Није стартовао | Није стартовао | Није се квалификовао  | Није се квалификовао | Није се квалификовао  | Није се квалификовао |                      |              |        |
| Патрик Добек       | 400 м препоне    | 48,40        | 49,89 КВ       | 3. у гр. 4     | 50,18                 | 7. у гр. 2           | Нису се квалификовали | 22 / 38 (39)         |                      |              |        |
| Кристијан Залевски | 3.000 м препреке | 8:16,20      | 8:51,79        | 15. у гр. 2    |                       |                      | Нису се квалификовали | 43 / 44 (46          |                      |              |        |
| Давид Томала       | 20 км ходање     | 1:20:30      |                |                |                       |                      |                       |                      | 1:38:15              | 32 / 40 (53) |        |
| Рафал Аугустин     | 50 км ходање     | 3:43:22      | 4:20:25        | 13 / 28 (46)   |                       |                      |                       |                      |                      |              |        |
| Артур Бжозовски    | 50 км ходање     | 3:46:42      | 4:30:17        | 22 / 28 (46)   |                       |                      |                       |                      |                      |              |        |
| Рафал Сикора       | 50 км ходање     | 3:46:16      | 4:50:08 ЛРС    | 28 / 28 (46)   |                       |                      |                       |                      |                      |              |        |
| Павел Војћеховски  | Скок мотком      | 5,93         |                |                | 5,70                  | 7. у гр. А           |                       |                      | Није се квалификовао | 13 / 29 (33) |        |
| Пјотр Лисек        | Скок мотком      | 6,02 НР      | 5,75 КВ        | 2. у гр. А     | 5,87                  |                      |                       |                      |                      |              |        |
| Роберт Собера      | Скок мотком      | 5,81 д       | 5,60           | 11. у гр. Б    | Нису се квалификовали | 19 / 29 (33)         |                       |                      |                      |              |        |
| Михал Харатик      | Бацање кугле     | 22,32 НР     | 20,52          | 6. у гр. Б     | Нису се квалификовали | 16 / 34 (35)         |                       |                      |                      |              |        |
| Конрад Буковицки   | Бацање кугле     | 22,25        | 21,16 КВ       | 5. у гр. А     | 21,46                 | 6 / 34 (35)          |                       |                      |                      |              |        |
| Јакуб Шишковски    | Бацање кугле     | 20,99        | 20,55          | 10. у гр. А    | Нису се квалификовали | 15 / 34 (35)         |                       |                      |                      |              |        |
| Пјотр Малаховски   | Бацање диска     | 71,84 НР     | 62,20          | 9. у гр. А     | Нису се квалификовали | 17 / 32              |                       |                      |                      |              |        |
| Бартломеј Стол     | Бацање диска     | 64,64        | 61,79          | 12. у гр. Б    | Нису се квалификовали | 22 / 32              |                       |                      |                      |              |        |
| Роберт Урбанек     | Бацање диска     | 66,93        | 61,78          | 13. у гр. Б    | Нису се квалификовали | 23 / 32              |                       |                      |                      |              |        |
| Павел Фајдек       | Бацање кладива   | 83,93 НР     | 79,24 КВ       | 1. у гр. Б     | 80,50                 |                      |                       |                      |                      |              |        |
| Војћех Новицки     | Бацање кладива   | 81,85        | 77,89 КВ       | 1. у гр. А     | 77,69                 |                      |                       |                      |                      |              |        |
| Марћин Круковски   | Бацање копља     | 88,09 НР     | 82,44 кв       | 7. у гр. А     | 80,56                 | 7 / 30 (32)          |                       |                      |                      |              |        |

#### Десетобој
| Дисциплина    | Павел Вјесјолек | Павел Вјесјолек  | Павел Вјесјолек | Павел Вјесјолек | Павел Вјесјолек | Павел Вјесјолек |
| Дисциплина    | Лич. рек.       | Резултат         | Бод.            | Плас.           | Укупно          | Плас.           |
| ------------- | --------------- | ---------------- | --------------- | --------------- | --------------- | --------------- |
| 100 м         | 10,74           | 10,76 (.759) ЛРС | 915             | 8.              | 915             | 8.              |
| Скок удаљ     | 7,61д           | 7,02             | 818             | 20.             | 1.733           | 16.             |
| Бацање кугле  | 14,55           | 15,26 ЛР         | 806             | 6.              | 2.539           | 12.             |
| Скок увис     | 2,12            | 1,96             | 767             | 16.             | 3.306           | 11.             |
| 400 м         | 48,55           | 49,37            | 844             | 16.             | 4.150           | 12.             |
| 110 м препоне | 14,49           | 14,65            | 892             | 15.             | 5.042           | 13.             |
| Бацање диска  | 50,30           | 47,20            | 812             | 6.              | 5.854           | 10.             |
| Скок мотком   | 4,90            | 4,90 ЛР          | 880             | 9.              | 6.734           | 8.              |
| Бацање копља  | 59,75           | 55,00            | 663             | 17.             | 7.397           | 10.             |
| 1500 м        | 4:31,34         | 4:42,06          | 667             | 12.             | 8.064           | 12.             |
| Десетобој     | 8.204           |                  |                 |                 | 8.064           | 12 / 19 (24)    |

### Жене
| Атлетичарка                                                                                                  | Дисциплина       | Лични рекорд | Квалификације   | Квалификације | Полуфинале            | Полуфинале            | Финале                | Финале       | Детаљи |
| Атлетичарка                                                                                                  | Дисциплина       | Лични рекорд | Резултат        | Место         | Резултат              | Место                 | Резултат              | Место        | Детаљи |
| --- | ---------------- | ------------ | --------------- | ------------- | --------------------- | --------------------- | --------------------- | ------------ | ------ |
| Ева Свобода                                                                                                  | 100 м            | 11,07        | 11,29 (.285) кв | 4. у гр. 1    | 11,27                 | 6. у гр. 2            | Није се квалификовала | 16 / 47      |        |
| Ига Баумгарт-Витан                                                                                           | 400 м            | 51,12        | 51,34 (.333) КВ | 2. у гр. 3    | 51,02 кв              | 6. у гр. 2            | 51,29                 | 8 / 47 (48)  |        |
| Јустина Свјенти-Ерсетик                                                                                      | 400 м            | 50,41        | 51,34 (.333) КВ | 2. у гр. 6    | 50,96 КВ              | 2. у гр. 3            | 50,95                 | 7 / 47 (48)  |        |
| Ана Кјелбасињска                                                                                             | 400 м            | 51,27        | 52,26 (.257)    | 5. у гр. 5    | Није се квалификовала | Није се квалификовала | Није се квалификовала | 34 / 47 (48) |        |
| Ана Сабат | 800 м            | 2:00,32      | 2:02,43 кв      | 5. у гр. 2    | 2:04,00               | 7. у гр. 3            | Нису се квалификовале | 21 / 40 (41) |        |
| Каролина Колечек                                                                                             | 100 м препоне    | 12,75        | 12,78 (.772) КВ | 4. у гр. 5    | 12,86 (.856)          | 4. у гр. 2            | Нису се квалификовале | 12 / 36 (38) |        |
| Јоана Линкиевич                                                                                              | 400 м препоне    | 55,25        | 55,97(.961) КВ  | 3. у гр. 3    | 55,38 ЛРС             | 6. у гр. 2            | Нису се квалификовале | 14 / 39      |        |
| Алисја Коњечек                                                                                               | 3.000 м препреке | 9:36,09      | 9:44,96         | 12. у гр. 1   |                       |                       | Нису се квалификовале | 28 / 42 (43) |        |
| Ига Баумгарт-Витан, Патриција Вићшкиевич, Малгожата Холуб-Ковалик, Јустина Свјенти-Ерсетик, Ана Кјелбасињска | 4 х 400 м        | 3:24,49 НР   | 3:25,78 КВ      | 2. у гр. 1    | 3:21,89 НР            |                       |                       |              |        |
| Катажина Зђиебло                                                                                             | 20 км ходање     | 1:32:03      |                 |               |                       |                       | 1:38:44               | 21 / 39 (45) |        |
| Камила Лићвинко                                                                                              | Скок увис        | 2,02 д       | 1,94 КВ         | 2. у гр. Б    | 1,98 ЛРС              | 5 / 30                |                       |              |        |
| Паулина Губа                                                                                                 | Бацање кугле     | 19,38        | 18,04 кв        | 7. у гр. А    | 18,02                 | 10 / 27               |                       |              |        |
| Клаудија Кардаш                                                                                              | Бацање кугле     | 18,63 д      | 17,79           | 7. у гр. Б    | Нису се квалификовале | 15 / 27               |                       |              |        |
| Дарија Забавска                                                                                              | Бацање диска     | 62,36        | 57,05           | 12. у гр. Б   | Нису се квалификовале | 22 / 29 (30)          |                       |              |        |
| Јоана Федоров                                                                                                | Бацање кладива   | 75,63        | 73,39 КВ        | 1. у гр. А    | 76,35 ЛР              |                       |                       |              |        |
| Малвина Копрон                                                                                               | Бацање кладива   | 76,85        | 70,46           | 7. у гр. Б    | Нису се квалификовале | 22 / 30               |                       |              |        |
| Марија Андрејчик                                                                                             | Бацање копља     | 67,11        | 57,68           | 10. у гр. Б   | Нису се квалификовале | 22 / 31               |                       |              |        |

### Мешовито
| Атлетичари | Дисциплина | Лични рекорд | Квалификације | Квалификације | Полуфинале | Полуфинале | Финале     | Финале | Детаљи |
| Атлетичари | Дисциплина | Лични рекорд | Резултат      | Место         | Резултат   | Место      | Резултат   | Место  | Детаљи |
| --- | ---------- | ------------ | ------------- | ------------- | ---------- | ---------- | ---------- | ------ | ------ |
| Виктор Сувара (м) Рафал Омелко (м) Ига Баумгарт-Витан (ж) Јустина Свјенти-Ерсетик (ж) Ана Кјелбасињска (ж) Малгожата Холуб-Ковалик (ж) | 4 х 400 м  | 3:15,46 НР   | 3:15,47 КВ    | 1. у гр. 2    |            |            | 3:12,33 НР | 5 / 16 |        |